# Václav Kapsa
Václav Kapsa (* 8. července 1971, Plzeň) je český muzikolog a knihovník. Zaměřuje se ve svém bádání především na českou hudbu období baroka a klasicismu období 18. století v českých zemích. Je pracovníkem Ústavu dějin umění Akademie věd ČR.
V letech 1993–2009 absolvoval magisterské a doktorské studium na Filozofické fakultě Univerzity Karlovy v Praze. Tamtéž v roce 2009 získal titul Ph.D. Od roku 1999 působí též jako knihovník v hudebním oddělení Národní knihovny ČR v Praze.

## Dílo
Václav Kapsa publikoval řadu svých bádání na téma česká hudba a hudebníci ve šlechtických kapelách v Českém království 18. století. Ve své práci se specializuje především na hudebníky Antonína Mösera, Františka Jiránka, Antonína Reichenauera, Christiana Gottlieba Postela, Jana Josefa Ignáce Brentnera a další. Významný je jeho badatelský počin v oblasti pražské šlechtické kapely hraběte Václava z Morzinu coby hudebního mecenáše a dedikanta hudby Antonia Vivaldiho.